# Maurice Alliot
Pour les articles homonymes, voir Alliot.
Maurice Alliot, né le 24 septembre 1903, mort le 22 octobre 1960, est un égyptologue français, professeur d'égyptologie à Lyon (en 1937) et à Paris (en 1953).

## Biographie
Il fait ses études aux lycées Charlemagne et Louis-le-Grand et devient en 1923 élève de l’École normale supérieure. Pensionnaire de l'Institut français d'archéologie orientale dès 1930, il participe aux fouilles de Deir el-Médineh et d'Edfou (1931-1933) et y découvre sous les villes d'époque romaine et grecque, un habitat d'époque pharaonique ainsi qu'une nécropole de l'Ancien Empire.
Il étudie alors les textes des murs du temple d'Horus et consacre sa thèse de doctorat qu'il soutient à Paris en 1945, au culte d'Horus.

## Travaux
- « Rapports des fouilles d'Edfou », dan Bulletin de l'Institut français d'archéologie orientale, XXXVII, 1937, p. 93-160.
- « Les rites de la chasse au filet aux temples de Karnak, d'Efsou et d'Esneh », dans Revue d'archéologie no 5, 1946, p. 57-118.
- Le Culte d'Horus à Edfou à l'époque des Ptolémées, 1949, rééd., 1954[1]
- « La Thébaïde en lutte contre les rois d'Alexandrie sous Philopator et Epiphane (216-184) », dans Revue belge de philologie et d'histoire, no XXIX, 1951, p. 421-443.
- « La fin de la résistance égyptienne dans le Sud sous Epiphane », dans Revue des études anciennes, no LIV, 1952, p. 18-26.